# Fidel Córdova
Fidel Abraham Córdova Rojas (Viña del Mar, Chile, 3 de abril de 1989) es un exfutbolista y actual entrenador que jugaba como defensa central. Actualmente es entrenador en Deportivo Pumanque.

## Carrera
Formado en las divisiones inferiores de Everton debutó en el Clausura 2007 frente a la Universidad Católica donde su equipo cayó por tres goles a uno. Hasta el momento ha sido la única vez que ha jugado por el equipo ruletero.
Tras permanecer en el primer equipo del equipo viñamarino hasta fines del 2008 y no ser considerado por Nelson Acosta es enviado a préstamo a Unión Quilpué que permanece el resto de 2008.
El año 2009 ficha por San Luis de la Primera B de Chile para obtener continuidad la cual lograría con el técnico Diego Osella logrando obtener un ascenso a la Primera División de Chile.
Finalizado el año 2009 debía volver a su equipo formador pero el equipo ruletero alargó el préstamo por lo cual podrá seguir el año 2010 en San Luis de Quillota.
El 2011 vuelve a Everton para conseguir el ascenso a la Primera División de Chile.
El 21 de abril de 2011 se da a conocer la noticia de que dio positivo por marihuana en un control realizado hace dos semanas atrás, luego de un partido frente a Curicó Unido. Días después, el 9 de mayo, el Tribunal de Disciplina de la ANFP resuelve suspender por dos años al jugador, además había sido citado por el ente jurídico, pero no compareció a la audiencia.

(...) Aplicase al jugador Sr. Fidel Córdova Rojas, con último registro en el Club de Deportes Everton de Viña del Mar S.A.D.P. la sanción de DOS AÑOS de suspensión para participar en cualquier clase de partidos o juegos en que participe algún Club Asociado a la A.N.F.P., por el período indicado, como también para integrar selecciones nacionales, declarando que ninguna responsabilidad le cabe al Club de Deportes Everton de Viña del Mar S.A.D.P. en los hechos investigados. 

El plazo de suspensión indicado, comenzará a regir desde el día 25 de abril de 2011. La presente sanción se extiende tanto en el ámbito nacional como en el internacional.
Tribunal de Disciplina de la ANFP

## Clubes

### Como jugador
- Actualizado al 9 de septiembre de 2021.

| Club                | País  | Temporadas | PJ | Goles |
| ------------------- | ----- | ---------- | -- | ----- |
| Everton             | Chile | 2007-2008  | 1  | 0     |
| Unión Quilpué       | Chile | 2008       | 16 | 8     |
| San Luis            | Chile | 2009-2010  | 42 | 2     |
| Everton             | Chile | 2011       | 1  | 0     |
| Trasandino          | Chile | 2012-2013  | 7  | 2     |
| San Antonio Unido   | Chile | 2013-2014  | 16 | 4     |
| Lota Schwager       | Chile | 2014-2015  | 21 | 2     |
| Deportes Pintana    | Chile | 2015-2016  | 27 | 1     |
| Deportes Santa Cruz | Chile | 2016-2018  | 18 | 3     |
| Deportes Vallenar   | Chile | 2019       | 16 | 6     |
| Deportes Santa Cruz | Chile | 2020-2021  | 8  | 1     |
| Deportes Colina     | Chile | 2021       | 10 | 0     |

### Como entrenador
- Actualizado al 24 de agosto de 2024.

| Club               | País  | Temporadas        |
| ------------------ | ----- | ----------------- |
| Deportivo Pumanque | Chile | 2024 - Actualidad |

## Palmarés

### Campeonatos nacionales
| Título                    | Club     | País  | Año    |
| ------------------------- | -------- | ----- | ------ |
| Primera División de Chile | Everton  | Chile | 2008-A |
| Primera B de Chile        | San Luis | Chile | 2009-C |